# Tetsushi Kondo
Tetsushi Kondo (født 4. november 1986) er en japansk fodboldspiller.
Han har spillet for flere forskellige klubber i sin karriere, herunder Urawa Reds, Ehime FC og Fagiano Okayama.